# 民主同盟連合
民主同盟連合（みんしゅどうめいれんごう、Democratic Union Coalition）は、モンゴル国の政党連合。「モンゴル民主連合」「民主連合」などの表記もある。1996年モンゴル民族民主党とモンゴル社会民主党を中核にモンゴル民主諸党派の政党連合として結成された。政策としては社会主義体制崩壊後のモンゴルにおいて、政治的、経済的改革の推進を主張した。党首、代表に当たる議長は1996年から解散する2000年までツァヒアギーン・エルベグドルジが務めた。 

## 概要・党史
1996年モンゴル総選挙において、モンゴル人民革命党を破り勝利した。民主同盟連合の勝利は、1921年のモンゴル人民共和国建国以来、初の政権交代をもたらした画期的な出来事であった。1996年7月19日、民主同盟連合の選挙対策責任者を務めたメンダサイハン・エンフサイハンが首相となって内閣を組織した。エンフサイハン首相の民主同盟連合政権は、国際通貨基金（IMF）と世界銀行の勧告に従い、急進的な経済改革に着手し、住宅の民営化、民営化プログラムの加速化、価格統制の撤廃と自由化、支払い不能の銀行閉鎖、関税の撤廃などを実施した。しかし民主同盟連合による政権運営は急激な市場経済化政策の失敗と連合内の対立により混迷を極め、1998年4月23日、エンフサイハン内閣は総辞職に追い込まれた。 
後継首相には連合議長のツァヒアギーン・エルベグドルジ国民大会議議長が就任した。しかし、エルベグドルジ内閣は政権発足直後の、国営の復興銀行を民間のゴロムト銀行に合併にからむ復興銀行合併問題を誤り、より政局をより一層不安定なものにしてしまう。人民革命党は政府決定に反発し、内閣不信任案が提出され、エルベグドルジ内閣は総辞職せざるを得なくなった。
人民革命党出身のナツァギーン・バガバンディ大統領は民主同盟連合所属ではあるが、経済改革に批判的であったサンジャースレンギーン・ゾリクの首相指名を承認する予定であったが、10月2日ゾリグは何者かに自宅で殺害され政局は二ヶ月に渡り膠着状態に陥った。
2000年総選挙で民主同盟連合はモンゴル民主党などに分裂した。